# Pamela Anderson
Pamela Denise Anderson (Ladysmith, Canadà, 1967) és una actriu, model, productora de televisió i un símbol sexual als Estats Units. Mentre va estar casada amb Tommy Lee, va ser coneguda com a Pamela Anderson Lee. Té doble ciutadania canadenca i estatunidenca des del 2004.

## Vida primerenca
Nascuda l'1 de juliol de 1967 a la localitat canadenca de Ladysmith (Columbia Britànica), una població a 90 km al nord-oest de Victoria. Filla de Barry Anderson, reparador de forns, i Carol, cambrera, té ascendència finesa i neerlandesa.
Al llarg de la joventut va ser violada en reiterades ocasions i dels 6 als 10 anys va ser abusada sexualment per la seva mainadera.

## Carrera

### Inicis com a model
Després de graduar-se el 1985, es traslladà a Vancouver, on treballava com a instructora de gimnàstica. La primera campanya com a model fou de la marca de cervesa canadenca Labatt. El 1989 va aparèixer a la portada de la revista Playboy. Va repetir-ho el febrer de 1990 i ha arribat a ser playmate fins a 12 vegades.

### Primers papers i Baywatch
Es traslladà de nou, aquest cop a Los Angeles. Es va tenyir de ros i se sotmeté a un implant de mama. El 1991 va aconseguir un paper menor a la comèdia Home improvement (durant dos anys) fins que el 1992 fou contractada per interpretar el paper que la catapultaria internacionalment: la C.J. Parker de Baywatch. Participà en aquesta sèrie entre 1992 i 1997, i hi tornà el 2003 per formar part de la pel·lícula Baywatch: Hawaiian Wedding. També aparegué a La tata, en un paper secundari.
El 1996 protagonitzà Barb Wire, una pel·lícula futurista que va tenir poc èxit. L'any següent fou l'amfitriona al Saturday Night Life.

### V.I.P.
L'any 1998 va engegar la seva pròpia sèrie de televisió, V.I.P., que (encara que no tenia gaire èxit) es mantingué durant quatre temporades per la legió de fans que aplegava.

### Altres projectes
L'any que obtingué la nacionalitat estatunidenca, publicà el llibre Star, coescrit amb Eric Shaw Quinn. Això la portà a fer una gira per tot el país, signant autògrafs. L'any 2005 va publicar un segon llibre, Star Struck.
Entre el 2005 i el 2006 va participar en la sèrie Stacked. L'any 2006 es va veure involucrada en la pel·lícula Borat.

## Activisme

### En defensa dels animals
Anderson és vegana, defensora dels drets animals i membre de l'organització People for the Ethical Treatment of Animals (PETA), amb qui ha participat en diverses campanyes. D'entre totes les que ha fet, la més cridanera fou el 2003, quan es va despullar per la campanya "I'd Rather Go Naked Than Wear Fur" ("M'estimo més anar despullada que amb pells").
També ha protagonitzat diverses campanyes contra la cadena Kentucky Fried Chicken, contra les caceres de foques.
L'any 2015 va rebre el títol de "Comtessa de Gigli", a Gènova, Itàlia, per la seva lluita en defensa dels drets dels animals, especialment de la vida marina dels oceans.

### Altres causes
Després del Referèndum sobre la independència de Catalunya de 2017 en un comunicat de la fundació que porta el seu nom va expressar que donava suport a la celebració d'un referèndum com l'escocès i criticava la gestió feta pel govern central de Madrid.
A principis de 2021, aprofitant els últims dies de Donald Trump com a president dels Estats Units, va interpel·lar-lo per exigir-li un perdó presidencial per al periodista Julian Assange al·ludint a la llibertat d'expressió i d'informació.

## Vida privada

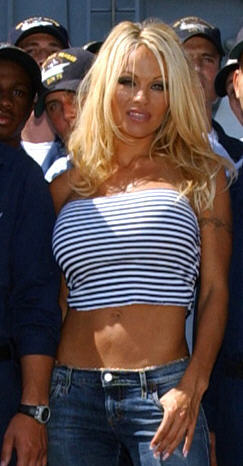
Anderson el 2004.

La seva vida privada, sempre tumultuosa, també ha centrat l'atenció dels mitjans. El seu matrimoni més conegut fou amb Tommy Lee (rocker de Mötley Crüe), durant el qual fou coneguda com a Pamela Anderson Lee. Amb Lee es casaren el 19 de febrer de 1995 i tingueren dos fills: Brandon Thomas Lee (6 de juny de 1996) i Dylan Jagger Lee (29 de desembre de 1997). El 28 de febrer de 1998 es divorciaren oficialment, després de diversos intents. De la vida íntima de la parella se'n va difondre una gravació per internet, que va tenir un gran ressò mundial.
Un cop divorciada, es comprometé amb Marcus Schenkenberg (se separaren el 2001) i el rocker Kid Rock (Robert J. Ritchie), amb qui se separà el 2003. Amb Rock estigué casada des de 2005 a 2007. I amb Rick Salomon de 2007 a 2008.
També ha transcendit la seva relació amb Stephen Dorff i els afers amb Scott Baio (coprotagonista de Baywatch), amb David Charvet i el músic Bret Michaels de la banda Poison. També s'han rumorejat relacions amb Dean Cain, Sylvester Stallone, el surfista Kelly Slater, Ben Affleck o Fred Durst.

## Filmografia
| Cine                      | Cine                                                                                | Cine                                 | Cine |
| Any                       | Pel·lícula                                                                          | Personatge                           |      |
| ------------------------- | ----------------------------------------------------------------------------------- | ------------------------------------ | ---- |
| 1990                      | The Taking of Beverly Hills                                                         | Cheerleader                          |      |
| 1992                      | Snapdragon                                                                          | Felicity                             |      |
| 1993                      | Raw Justice                                                                         | Sarah                                |      |
| 1993                      | The Last Guy on Earth                                                               | —                                    |      |
| 1995                      | Baywatch: Forbidden Paradis                                                         | C.J. Parker                          |      |
| 1995                      | Naked Souls                                                                         | Britt                                |      |
| 1996                      | Barb Wire                                                                           | Barb Wire                            |      |
| 2001                      | Making of Bret Michaels                                                             | —                                    |      |
| 2002                      | Scooby-Doo                                                                          | —                                    |      |
| 2003                      | Pauly Shore Is Dead                                                                 | —                                    |      |
| 2003                      | Scary Movie 3                                                                       | Becca                                |      |
| 2005                      | No rules                                                                            | —                                    |      |
| 2006                      | Borat: Cultural Learnings of America for Make Benefit Glorious Nation of Kazakhstan | —                                    |      |
| 2008                      | Blonde and Blonder                                                                  | Dee Twiddle                          |      |
| 2008                      | Superhero Movie                                                                     | Invisible Girl                       |      |
| 2010                      | Hollywood & Wine                                                                    | —                                    |      |
| 2010                      | Gloun                                                                               | Gloria                               |      |
| 2010                      | Costa Rican Summer                                                                  | —                                    |      |
| 2010                      | Hollywood & Wine                                                                    | Jennifer Mary                        |      |
| 2010                      | The Commuter                                                                        | Hoste a l'hotel                      |      |
| 2014                      | Jackhammer                                                                          | Groupie                              |      |
| 2014                      | Ella mateixa                                                                        |                                      |      |
| 2015                      | Unity                                                                               | Narradora                            |      |
| 2016                      | The People Garden                                                                   | Signe                                |      |
| 2017                      | Baywatch                                                                            | C.J.                                 |      |
| 2017                      | SPF-18                                                                              | Ella mateixa                         |      |
| Sèries de TV              |                                                                                     |                                      |      |
| Any                       | Sèrie                                                                               | Personatge                           |      |
| 1992 - 1997               | Baywatch                                                                            | C.J. Parker                          |      |
| 1991 - 1993, 1997         | Home Improvement                                                                    | Lisa                                 |      |
| 1992                      | Days your Live                                                                      | Cindy                                |      |
| 1998 - 2002               | V.I.P.                                                                              | Vallery Irons                        |      |
| 2003 - 2004               | Stripperella                                                                        | Stripperella                         |      |
| 2005                      | Comedy Central Roast of Pamela Anderson                                             | Ella mateixa                         |      |
| 2005 - 2006               | Stacked                                                                             | Skyler Dayton                        |      |
| 2008                      | Pam girl on the loose                                                               | Ella mateixa                         |      |
| 2010                      | Dancing with the Stars                                                              | Ella mateixa                         |      |
| Participacions Especiales |                                                                                     |                                      |      |
| Any                       | Sèrie                                                                               | Capítol                              |      |
| 1990                      | Charles in Charge                                                                   | Teacher's Pest                       |      |
| 1990                      | Married with Children                                                               | Al... with Kelly                     |      |
| 1991                      | Married with Children                                                               | Route 666: Part 2                    |      |
| 1992                      | Married People                                                                      | The Nanny                            |      |
| 1993                      | Top of the Heap                                                                     | Behind the Eight Ball                |      |
| 1997                      | The Nanny                                                                           | Danny's Dead and Who's Got the Will? |      |
| 1997                      | The Nanny                                                                           | The Heather Biblow Story             |      |
| 1999                      | Futurama                                                                            | Fry and the Slurm Factory            |      |
| 2002                      | King of the Hill                                                                    | The Fat and the Furious              |      |
| 2003                      | Less Than Perfect                                                                   | All About Claude                     |      |
| 2005                      | 8 Simple Rules... for Dating My Teenage Daughter                                    | C.J.'s Temptation                    |      |
| 2005                      | 8 Simple Rules... for Dating My Teenage Daughter                                    | Torn Between Two Lovers              |      |
| Productora                |                                                                                     |                                      |      |
| Any                       | Nom                                                                                 | Tipus                                |      |
| 1995                      | Pam: Girl on the Loose                                                              | Documental                           |      |
| 2001                      | V.I.P.                                                                              | Sèrie de TV                          |      |
| 2005 - 2006               | Stacked                                                                             | Sèrie de TV                          |      |
| 2007                      | Blonde and Blonder                                                                  | Pel·lícula                           |      |
| Directora                 |                                                                                     |                                      |      |
| Any                       | Nom                                                                                 | Tipus                                |      |
| 1995                      | Pam: Girl on the Loose                                                              | Documental                           |      |